# Чипсеты Intel 400 серии

## Чипсеты для процессоров поколения486
Одновременно с процессором 80486, в апреле 1989 года, компания Intel выпустила набор микросхем серии 420. Это позволило производителям практически сразу же начать производство системных плат, и первые платы серии 486 появились всего через несколько месяцев.

| i420TX Saturn - Первый чипсет Intel для 80486 с поддержкой шины PCI - S82423TX, S82424TX, S82378IB/ZB - Максимальная частота — 33 МГц - Политика кеша L2 — только сквозная запись (WT) - Поддерживает память FPM DRAM - ISA/PCI 1.0 | i420ZX Saturn II - S82423TX, S82424ZX, S82378IB/ZB - Максимальная частота — 33 МГц - Поддерживает DX4 и Pentium ODP - Политика кеша L2 — сквозная или обратная запись (WT/WB) - Поддерживает память FPM DRAM большего, чем у предшественника, объёма - ISA/PCI 2.1 | i420EX Aries - S82425EX, S82426EX - Максимальная частота — 50 МГц - Поддерживает DX4 и Pentium ODP - Политика кеша L2 — сквозная или обратная запись (WT/WB) - Поддерживает память FPM DRAM - ISA/PCI 2.0 |

| Чипсет | Кодовое имя | Дата выпуска | Устанавливаемый процессор               | Шина                              | Мультипроцессорность | Оперативная память, тип | Оперативная память: максимум | Обнаружение и исправление ошибок: Четность/Коррекция | Кэш                | Поддержка версии PCI |
| ------ | ----------- | ------------ | --------------------------------------- | --------------------------------- | -------------------- | ----------------------- | ---------------------------- | ---------------------------------------------------- | ------------------ | -------------------- |
| 420TX  | Saturn      | Ноябрь 1992  | Типа 80486, уровень питания 5 В         | Front Side Bus, частота до 33 МГц | Нет                  | FPM                     | 128 Мбайт                    | Четность                                             | Асинхронный, WT    | 1.0                  |
| 420ZX  | Saturn II   | Март 1994    | Типа 80486, уровень питания 5 В / 3,3 В | Front Side Bus, частота до 33 МГц | Нет                  | FPM                     | 160 Мбайт                    | Четность                                             | Асинхронный, WT/WB | 2.1                  |
| 420EX  | Aries       | Март 1994    | Типа 80486, уровень питания 5 В / 3,3 В | Front Side Bus, частота до 50 МГц | Нет                  | FPM                     | 128 Мбайт                    | Четность                                             | Асинхронный, WT/WB | 2.0                  |

## Чипсеты для процессоров поколения P5
Чипсеты производимые компанией Intel для поддержки материнскими платами процессоров собственного производства пятого поколения, получивших торговое название Pentium (ранее кодовое имя P5).
Пришли на смену чипсетам обеспечивающим поддержку процессоров поколения 486.
Следующие поколение процессоров, Pentium Pro, Pentium II, Pentium III, Celeron и Xeon, получили поддержку в новых чипсетах.

### i430FX
i430FX PCIset, также известен под коммерческим названием Triton; техническое обозначение в документации Intel: i430FX (краткое), i82430FX (полное).
Состав чипсета:
- 82437FX TSC в 208-выводном QFP-корпусе,
- два 82438FX TDP в 100-выводном QFP-корпусе и
- 82371FB PIIX в 208-выводном QFP-корпусе.

Ориентирован на работу с процессорами Pentium (и аналогичные) работающие с частотой 50, 60, 66 МГц.
Контроллер памяти, интегрированный в чипсет, поддерживает 64-разрядную шину памяти, объём ОЗУ от 4 до 128 Мб, 32-разрядные модули памяти типа FPM DRAM или EDO DRAM, 5 RAS, напряжением питания 3,5 вольта и таймингом в 60 или 70 нс.
Контроллер кэш-памяти второго уровня, интегрированный в чипсет, поддерживает 256 или 512 Кб кэша, технологию write-back, Standard Burst и Pipelined Burst SRAM (cache hit read/write cycle timing 3-1-1-1, back-to-back read cycle 3-1-1-1-1-1-1-1).
Поддержка шин:
- ISA — обеспечивается работа устройств на опорной частоте от 7,5 до 8,33 МГц, до пяти разъёмов,
- PCI — версия 2.0, обеспечивается работа устройств опорно на intel S82374SB и S82375SB частоте от 25 до 33 МГц.
- ATA — два порта IDE, с возможностью подключения до четырёх устройств. Режимы FastIDE (до PIO mode 4) и Bus Master IDE; скорость передачи данных — до 22 Мб/с.

### i430VX

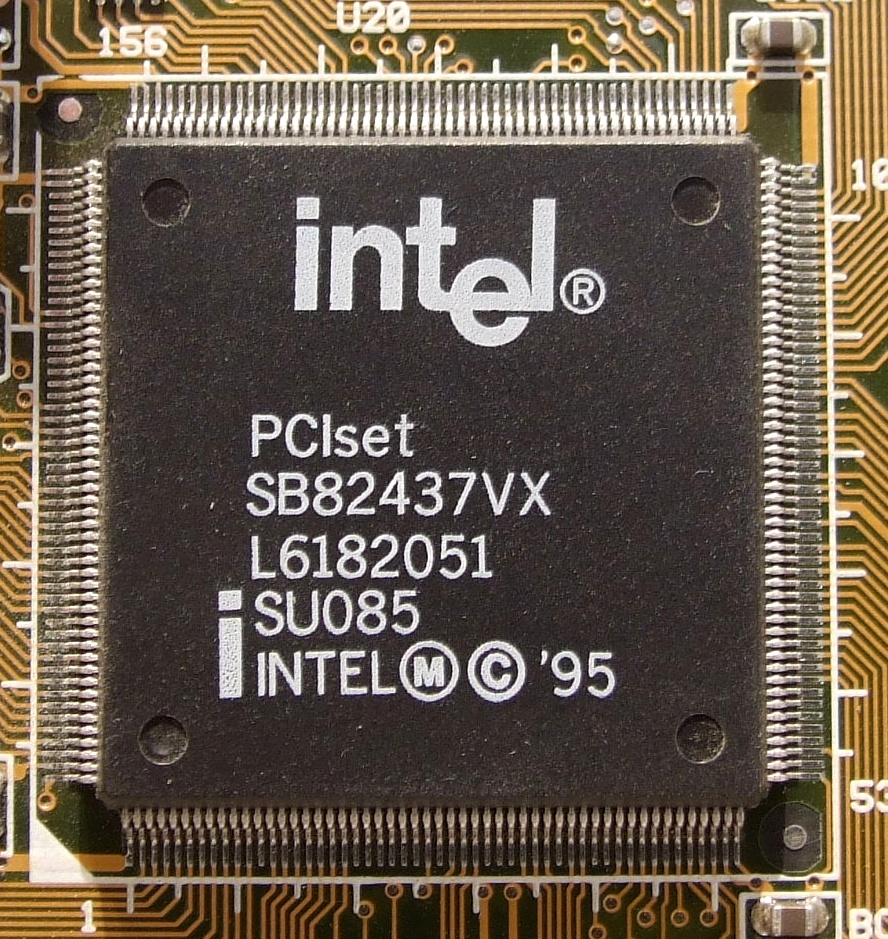
S82433NX and S82434NX

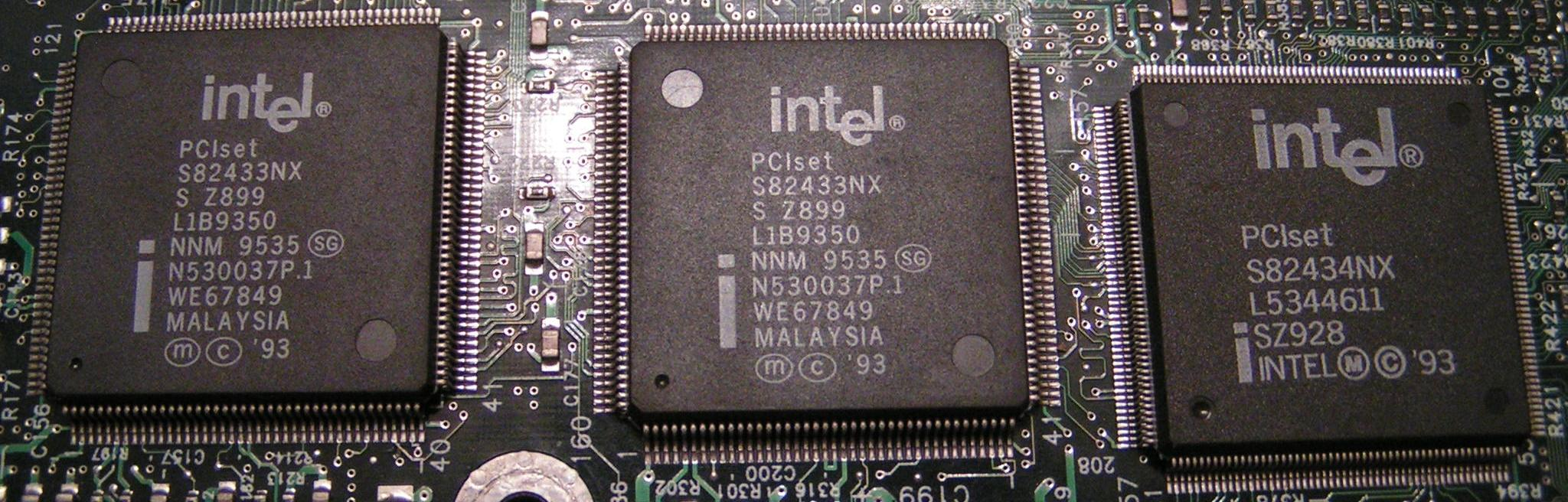
S82433NX and S82434NX

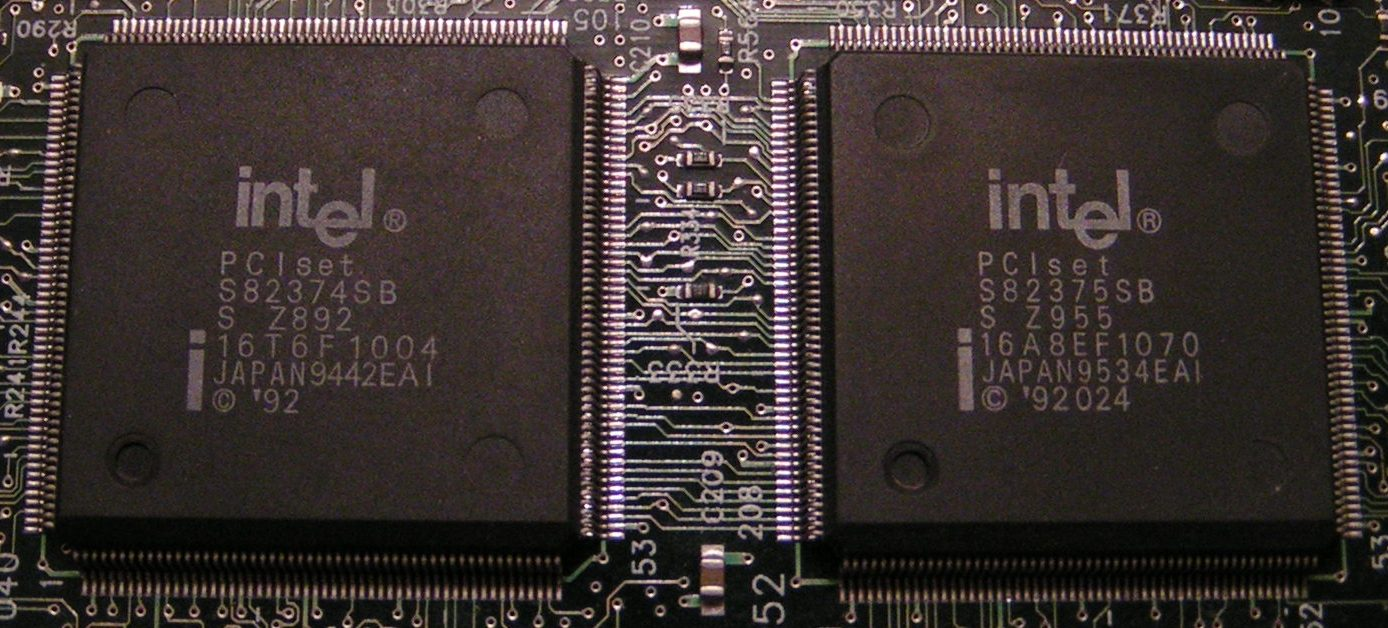
intel S82374SB and S82375SB

### Суммарно
| Кодовое имя                                                                                            | Состав чипсета | Состав чипсета | Дата выпуска | Устанавливаемый процессор                | Мультипроцессорность       | Кэш | Оперативная память: тип, максимум | Шина | Шина | Шина | Шина    | Шина    | Примечания                            |
| --- | --- | --- | ------------ | ---------------------------------------- | -------------------------- | --- | --- | ---- | ---- | ---- | ------- | ------- | ------------------------------------- |
| Кодовое имя                                                                                            | | | Дата выпуска | Устанавливаемый процессор                | Мультипроцессорность       | Кэш | Оперативная память: тип, максимум | ISA  | EISA | VLB  | PCI     | USB     | Примечания                            |
| i430LX Mercury первый чипсет для процессоров Pentium                                                   | с ISA - S82434LX (PCMC), - S82433LX x2(LBX), - S82378ZB/IB (SIO) | с EISA - S82434LX (PCMC), - S82433LX x2(LBX), - S82374EB/SB (ESC), - S82375EB/SB (PCEB) | Март 1993    | Pentium 60/66 МГц Socket 4, 5 вольт      | Один центральный процессор | До 512 КБ кеша L2 | Поддержка до 128(192) MБ памяти типа FPM | Да   | Да   |      | Да, 2.0 |         | Интерфейс IDE поддерживает режим PIO4 |
| i430NX Neptune                                                                                         | с ISA - S82434NX (PCMC), - S82433NX x2 (LBX), - S82378ZB/82379AB (SIO) | с EISA - S82434NX (PCMC), - S82433NX x2 (LBX), - S82374EB/SB (ESC), - S82375EB/SB (PCEB) | Март 1994    | Pentium 75-133 МГц Socket 5 5/3,3 вольта | Два центральных процессора | | Поддержка до 512 МБ памяти типа FPM | Да   | Да   |      | Да, 2.0 |         |                                       |
| i430FX Triton (i430FX PCIset, Intel 430FX, i430FX, 82430FX). Разновидность i430JX: Triton B, SB82437JX | - 82437FX(-66) System Controller (TSC) в корпусе QPF с 208 выводами, - двух 82438FX Data Paths (TDP) — QPF со 100 выводами каждая, - 82371FB PCI ISA IDE Xcelerator (PIIX) — QPF с 208 выводами. | - 82437FX(-66) System Controller (TSC) в корпусе QPF с 208 выводами, - двух 82438FX Data Paths (TDP) — QPF со 100 выводами каждая, - 82371FB PCI ISA IDE Xcelerator (PIIX) — QPF с 208 выводами. | Январь 1995  | Pentium 75-133 МГц Socket 5 5/3,3 вольта | Один центральный процессор | До 512 КБ кеша L2, Async Cache или Pipelined Burst Cache. Кешируются первые 64 МБ памяти.                                                                      | Поддержка до 128 МБ памяти типа FPM или EDO | Да   |      |      | Да, 2.0 |         |                                       |

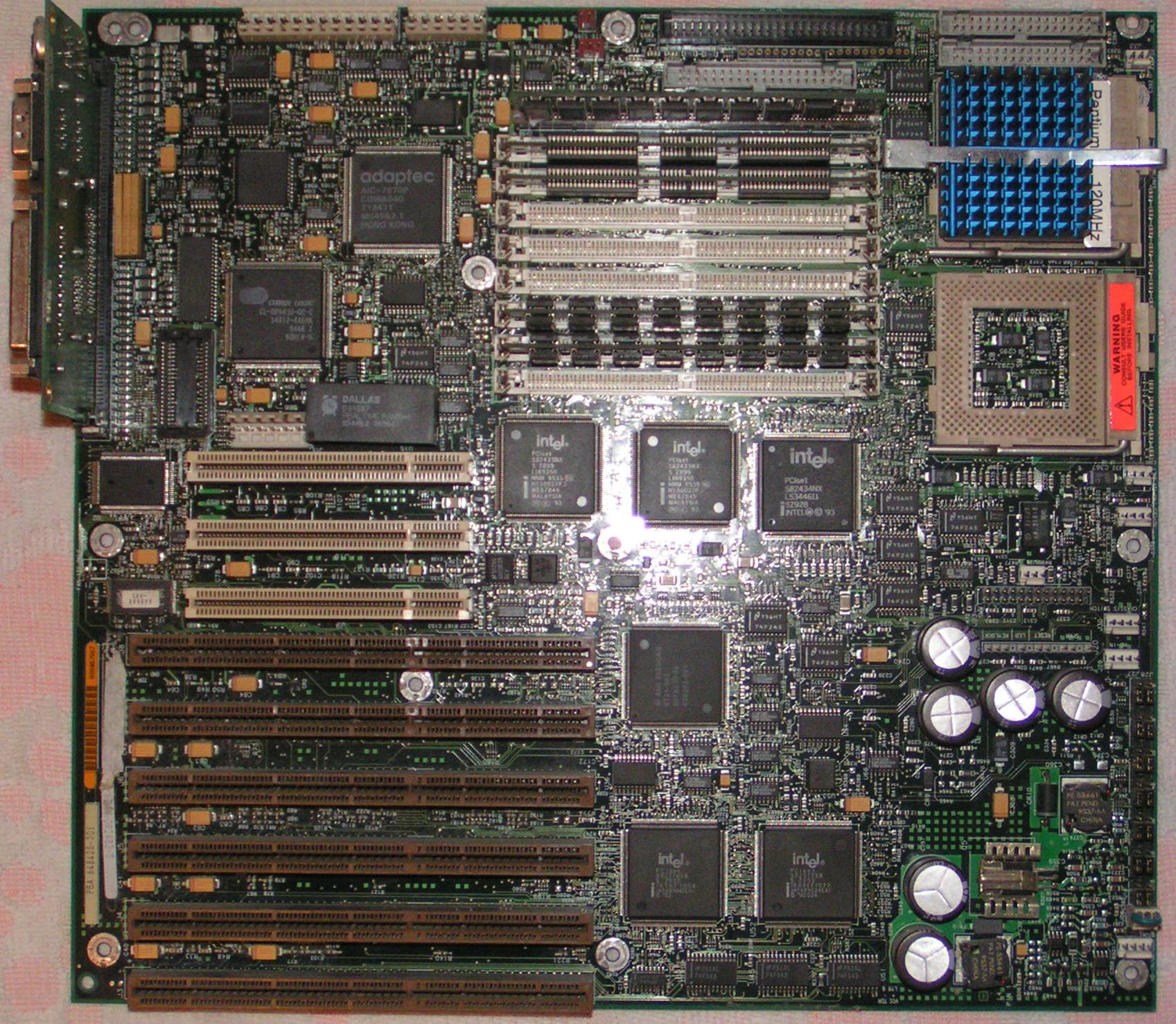
Серверная материнская плата под разъем Socket 5

| i430MX Ariel Мобильный чипсет. То же, что i430FX + поддержка APM                                       | | |              |                                          |                            | | |      |      |      |         |         |                                       |
| i430VX Triton VX                                                                                       | SB82437VX (TVX), S82438VX x2 (TDX), SB82371SB (PIIX3) | SB82437VX (TVX), S82438VX x2 (TDX), SB82371SB (PIIX3) | Февраль 1996 | Pentium 75-133 МГц                       | Один центральный процессор | До 512 КБ кеша L2, Pipelined Burst Cache. Кешируются первые 64 МБ памяти.                                                                                      | Поддержка до 128 МБ памяти типа FPM, EDO или SDRAM (PC66). Из-за ограничений чипсета поддерживаются только микросхемы SDRAM низкой плотности. Поэтому для получения 128 МБ SDRAM требовалось использовать «двухэтажные» двусторонние модули по 32 микросхемы на каждом | Да   |      |      | Да, 2.1 | Да, 1.0 |                                       |
| i430HX Triton II Разновидность i430JHX: Triton II B, FW82439JHX                                        | FW82439HX (TXC), SB82371SB (PIIX3) или S82374SB + S82375SB | FW82439HX (TXC), SB82371SB (PIIX3) или S82374SB + S82375SB | Февраль 1996 | Pentium 75-133 МГц                       | Два центральных процессора | До 512 КБ кеша L2, Pipelined Burst Cache. Кешируется весь объём памяти (при условии установки микросхемы кеша тегов достаточной ёмкости, иначе — первые 64 МБ) | Поддержка до 512 МБ памяти типа FPM или EDO | Да   | Да   |      | Да, 2.1 |         |                                       |
| i430TX Mobile Triton II                                                                                | FW82439TX (MTXC), FW82371AB (PIIX4) | FW82439TX (MTXC), FW82371AB (PIIX4) | Февраль 1997 | Pentium 75-133 МГц                       | Один центральный процессор | До 512 КБ кеша L2, Pipelined Burst Cache. Кешируются первые 64 МБ памяти                                                                                       | Поддержка до 384 МБ FPM/EDO/SDRAM (PC66) (пять банков памяти, до трех модулей DIMM) | Да   |      |      | Да, 2.1 | Да, 1.1 |                                       |

## Чипсеты для процессоров поколения P6
Чипсеты производимые компанией Intel для поддержки материнскими платами процессоров собственного производства шестого поколения P6.
Обеспечилась поддержка микропроцессоров Pentium Pro, Pentium II, Pentium III, Celeron и Xeon.
Пришли на смену чипсетам, обеспечивающим поддержку процессоров поколения Pentium P5.
В свою очередь, были сменены чипсетами 800 серии.

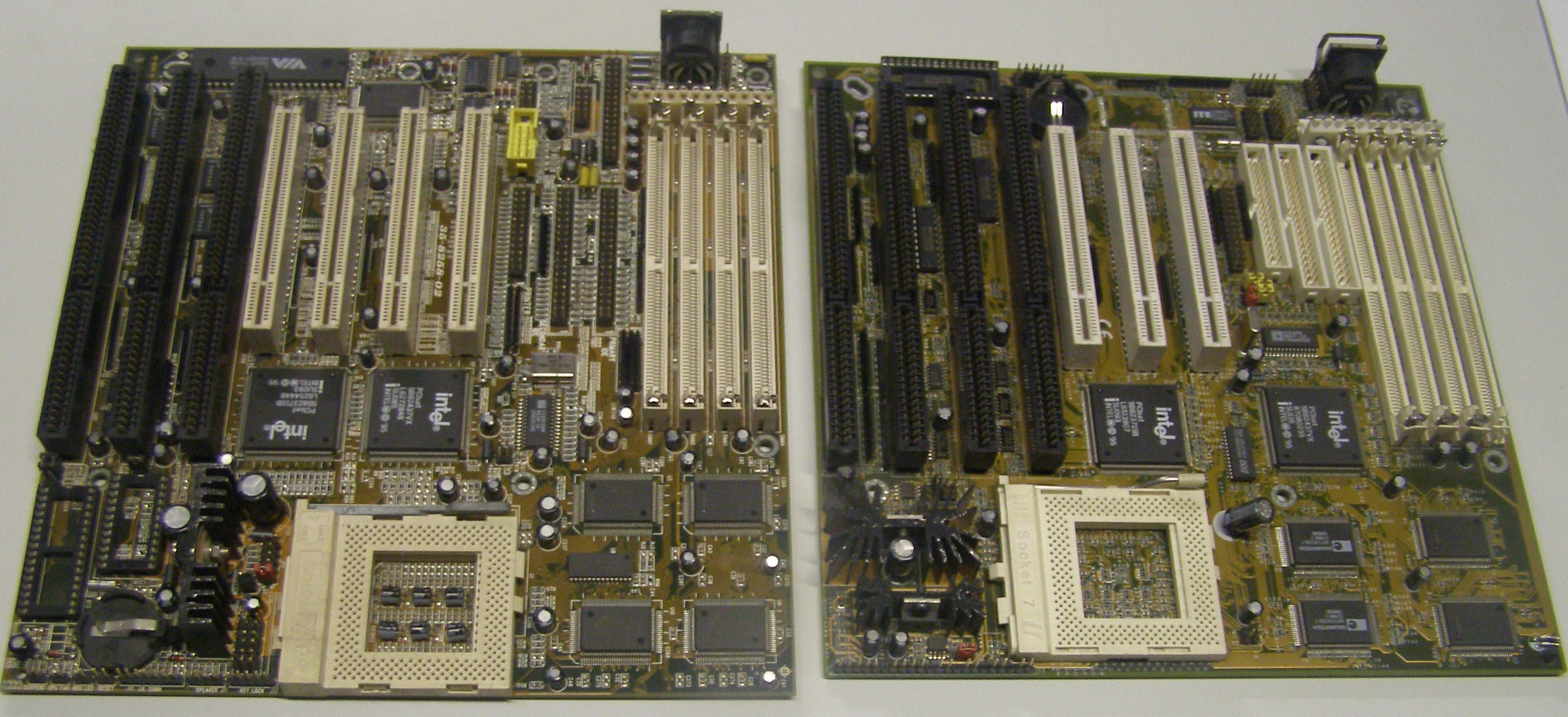
Две материнские платы на базе чипсета Intel 430VX под разъём процессора Socket 7

Первым процессором архитектуры P6 стал анонсированный 1 ноября 1995 года процессор Pentium Pro, нацеленный на рынок рабочих станций и серверов. Процессоры Pentium Pro выпускались параллельно с процессорами архитектуры P5 (Pentium и Pentium MMX), предназначенными для персональных компьютеров. 7 мая 1997 года компанией Intel был анонсирован процессор Pentium II, пришедший на смену процессорам архитектуры P5.
В 2000 году на смену архитектуре P6 на рынке настольных и серверных процессоров пришла архитектура NetBurst, однако архитектура P6 получила своё развитие в мобильных процессорах Pentium M и Core. 
В 2006 году на смену процессорам архитектуры NetBurst пришли процессоры семейства Core 2 Duo, архитектура которых также представляет собой развитие архитектуры P6.

### i440FX: Natoma
SB82441FX, SB82442FX, SB82371SB
- Поддержка двухпроцессорной конфигурации
- Поддерживает частоту FSB 66 МГц
- Поддерживает ОЗУ объёмом до 1 Гб (память типа EDO/BEDO)
- Поддерживает шины: ISA (до трёх разъёмов), PCI (до семи разъёмов)

### i440NX
- Поддержка четырёхпроцессорный конфигурации
- Поддерживает частоту FSB 66 МГц
- Поддерживает ОЗУ объёмом до 8 Гб (память типа EDO)

### i440LX: Natoma LX
FW82443LX, FW82371EB
- Поддержка двухпроцессорной конфигурации
- Поддерживает частоту FSB 66 МГц
- Поддерживает ОЗУ объёмом до 1 Гб (память типа EDO/SDRAM PC66)
- Поддерживает шины: ISA, PCI (до пяти разъёмов), USB версии 1.1
- Поддержка AGP 2X
- Введена поддержка UltraDMA/33

Первый чипсет фирмы Intel архитектуры DIB (англ. Dual Independed Bus), обеспечившим поддержку AGP — расширения DIB позволяющее втрое повысить пропускную способность канала передачи данных «процессор — кэш-память». Чипсет оптимизирован для использования процессоров Pentium II, работающих на частоте 66 МГц шины Host Bus (GTL+). Реализован обеспечивающий работу двух процессоров протокол SMP (англ. Full Symetric Multi-Processor Protocol).
Четырёх-портовый параллельный арбитраж шины процессора, графической шины, шины PCI и шины памяти SDRAM — технология QPA (англ. Quad Port Acceleration) позволил в значительной степени поднять производительность системы.
Встроенный контроллер памяти обеспечивает поддержку до 512 Мб SDRAM (PC66) или до 1 Гб EDO DRAM (50, 60 нс). Интерфейс памяти шириной 64/72 бит (коррекция ошибок ECC), 8 RAS. Две конфигурации памяти, Large Memory Array и Small Memory Array, поддерживают четыре модуля DIMM (8 Row) и три модуля DIMM (6 Row) несущих микросхемы памяти информационной ёмкостью 4, 16 и 64 Мбит. Интерфейс SMBus позволяет активировать механизм SPD (англ. Serial Presence Detect) облегчающий оптимизацию настроек модулей памяти.
Чипсет поддерживает PCI Rev.2,1 33 МГц, установку пяти разъёмов шины PCI; AGP Rev.1.0 с режимами 1X/2X 66/133 МГц, 3,3 В; два порта шины USB, два порта UltraDMA/33, ACPI.
По сравнению с 440FX PCIset, при большей функциональности, количество микросхем сокращено с трёх до двух:
1. 82443LX PCI AGP Controller (PAC) в конструктиве 942 BGA,
2. 82371AB PCI-to-ISA/IDE Xcelerator (PIIX4) в конструктиве 324 BGA.

### i440MX: Banister
Мобильный чипсет.
Содержит: северный мост i440LX и южный мост PIIX4e в одной микросхеме.

### i440EX
Удешевленный i440LX
FW82443EX, FW82371EB
- Поддержка только однопроцессорной конфигурации
- Поддерживает частоту FSB 66 МГц
- Поддерживает ОЗУ объёмом до 256 Мб (согласно документации)/512 Мб (на практике) (память типа EDO/SDRAM PC66)
- Поддерживает шины: ISA,  PCI (до трёх разъёмов), USB версии 1.1
- Поддерживает AGP 2X
- Поддержка UltraDMA/33

### i440BX
Один их самых массовых чипсетов, количество проданных комплектов превысило 100 млн ед.
FW82443BX, FW82371EB. 492-выводной BGA (82443BX)
- Поддержка двухпроцессорной конфигурации: все процессоры Pentium II в конструктиве Slot 1[5]
- Поддерживает частоту FSB 100 МГц (разгон 103, 112, 133 МГц)
- Поддерживает 64-битная шина памяти, ОЗУ объёмом до 1 ГБ
  - Временная диаграмма для EDO RAM 5-2-2-2 (при внешней частоте 66 МГц)
  - Временная диаграмма для SDRAM 5-1-1-1 (при внешней частоте 66 МГц)
  - Поддержка ECC
- Поддерживает шины: ISA, PCI спецификации 2.1 (до пяти разъёмов), USB версии 1.1
- Поддерживает AGP 1X/2X mode (66/133 МГц). Поддержка Unified Memory Architecture отсутствует
- PIIX4 IDE-контроллер (чип 82371AB) поддерживает:
  - Bus Mastering
  - UltraDMA
  - режимы PIO Mode 5/DMA Mode 3

Примечание: на платах многих производителей чипсет работал и на частоте 133 МГц, однако работу AGP на штатной частоте при этом не обеспечивал из-за отсутствия соответствующего делителя.

### i440GX AGPset
Серверная версия i440BX
- Поддержка двухпроцессорной конфигурации; процессор: Pentium II или Pentium III с разъёмом Slot 1 или Slot 2, включая Pentium II Xeon и Pentium III Xeon
- Поддерживает частоту 66/100 МГц FSB типа Host Bus GTL+ и AGTL+
- Поддерживает ОЗУ объёмом от 16 Мб до 2 Гб (память типа SDRAM PC100) на шине данных шириной 64/72 бита микросхемами ёмкостью 16, 64, 125 и 256 Мбит
- Поддерживает шины: ISA; PCI Rev.2.1 (до пяти разъёмов), USB версии 1.1
- Поддерживает AGP 1X и 2X
- Поддерживает UltraDMA/33, Bus Mastering, Power Managment, ACPI

Состоит из двух микросхем:
1. 82443GX,
2. 82371EB (PIIX4E).

### i440DX PCIset
Мобильная версия i440BX
FW82443DX, FW82371EB
- Поддерживает UltraDMA/33

### i440ZX AGPset
Удешевленный i440BX
FW82443ZX, FW82371EB
- Только однопроцессорная конфигурация, процессор: Pentium II или Pentium III или Celeron для разъёма центрального процессора Slot 1 или Socket 370
- Поддерживает частоту 66/100 МГц Host Bus GTL+.
- Встроенный контролер памяти на 64-битном интерфейсе поддерживает два модуля DIMM, 4 Row, память типа SDRAM (PC100), объём ОЗУ до 256 МБ (согласно документации) 512 Мб (на практике). Микросхемы ёмкостью 16, 64 Мб, возможно использование памяти типа EDO DRAM (60 нс). Поддержка SPD
- Поддерживает шины:
- Поддерживает AGP Rev.1.0 1X/2X
- Поддерживает два порта UltraDMA/33

Состоит из двух микросхем:
1. 82443ZX Host Bridge (492 BGA)
2. 82371EB (PIIX4E).

### i440ZX-66
FW82443ZX-66, FW82371EB
- Однопроцессорная конфигурация
- Поддерживает частоту FSB 66 МГц
- Поддерживает ОЗУ объёмом до 256 МБ (согласно документации), 512 МБ (на практике) (память типа SDRAM PC100)
- Поддерживает разъёмы ISA, PCI (до трёх разъёмов), USB версии 1.1
- Поддерживает AGP 2X
- Поддерживает UltraDMA/33

В соответствии с маркетинговой политикой Intel, оптимизирован для начальной конфигурации компьютера форм-фактора MicroATX, Base: работы с процессорами Celeron в конструктиве PPGA (для разъёма процессора Socket 370) с частотой FSB 66 МГц.

### i440ZXМ-66
- Мобильная версия i440ZX-66

### i450GX: Orion Server
S82454KX, S82451KX x4, S82452KX, S82453GX, S82379AB/S82378ZB
- Поддержка четырёхпроцессорной конфигурации
- Поддерживает частоту FSB 66 МГц
- Поддерживает ОЗУ объёмом до 4 Гб (память типа FPM/EDO), при установке второго контроллера памяти — объём ОЗУ до 8 Гб
- Поддерживает чередование памяти в двух- и четырёхканальном режиме

### i450KX: Mars (Orion Workstation)
S82454KX, S82451KX x4, S82452KX, S82453KX, S82379AB/S82378ZB
- Поддержка двухпроцессорной конфигурации
- Поддерживает частоту FSB 66 МГц
- Поддерживает ОЗУ объёмом до 1 Гб (память типа FPM/EDO)
- Поддерживает чередование памяти в двухканальном режиме

### i450NX
82450NX
- Поддержка двух/четырёххпроцессорной конфигурации; процессор: Pentium II Xeon
- Поддерживает частоту FSB 66/100 МГц
- Поддерживает ОЗУ объёмом до 8 Гб, ширина шины данных 74 бита, ведётся контроль чётности и ECC. Память типа EDO DRAM, ёмкость модуля 16, 64 Мбит, время доступа 50, 60 нс, напряжение питания 3,3 вольта, скорость обмена до 1 Гбайт/с.
- Поддерживает шину PCI 64 66/100 МГц
- Поддерживает южные мосты PIIX3 и PIIX4E

Из-за изначальной направленности на рынок мощных серверов не поддерживает AGP.
Выпускался в двух вариантах
1. 450NX: до 8 Гб ОЗУ, 4×32/2×64 бита, PCI;
2. 450NX Base: до 4 Гб ОЗУ, 2×32 бита, PCI 33 МГц.

Состоит из четырёх микросхем:
1. 82451NX Memory and I/O Brifdge Controller (MIOC),
2. 82454NX PCI Expander Bridge (PXB),
3. 82452NX RAS/CAS Generator (RCG),
4. 82453NX Data Path Multiplexor (MUX).

Каждый PBX поддерживает следующий шинный интерфейс: двух независимых 32-битных 33 МГц Rev.2.1Compliant PCI Bus или одной 64-битной, 33 МГц Rev.2.1Compliant PCI Bus.
Каждый RCG поддерживает до четырёх банков памяти.
Комплект i450NX PCIset из двух RCG, четырёх MUX, двух PXB и одного MIOC, при 3,3 вольтах питающего напряжения, рассеивает 47 Вт.